# آل الفضل
آل الفضل هي قبيلة عربية هيمنت على البادية الشامية خلال العصور الوسطى، ولا زالت تعيش عائلات تنتسب لهذه القبيلة في جنوب سوريا وشرق لبنان. كان ينتسب الجد الأعلى لآل الفضل، الفضل بن ربيعة، إلى بني طيء من خلال جده، المفرج بن دغفل. ارتفع شأن القبيلة عندما ساعدوا البوريين والزنكيين ضد الحملات الصليبية. أنشأ الأيوبيون منصب أمير العرب، وكان الشخص (الأمير أو القائد) الذي يتولاه يقوم بقيادة القبائل البدوية في شمال سوريا، وكان يتولى المنصب شخص من آل الفضل. حيث كان يُعتبر المنتسبون إليها بمثابة قوات مساعدة.

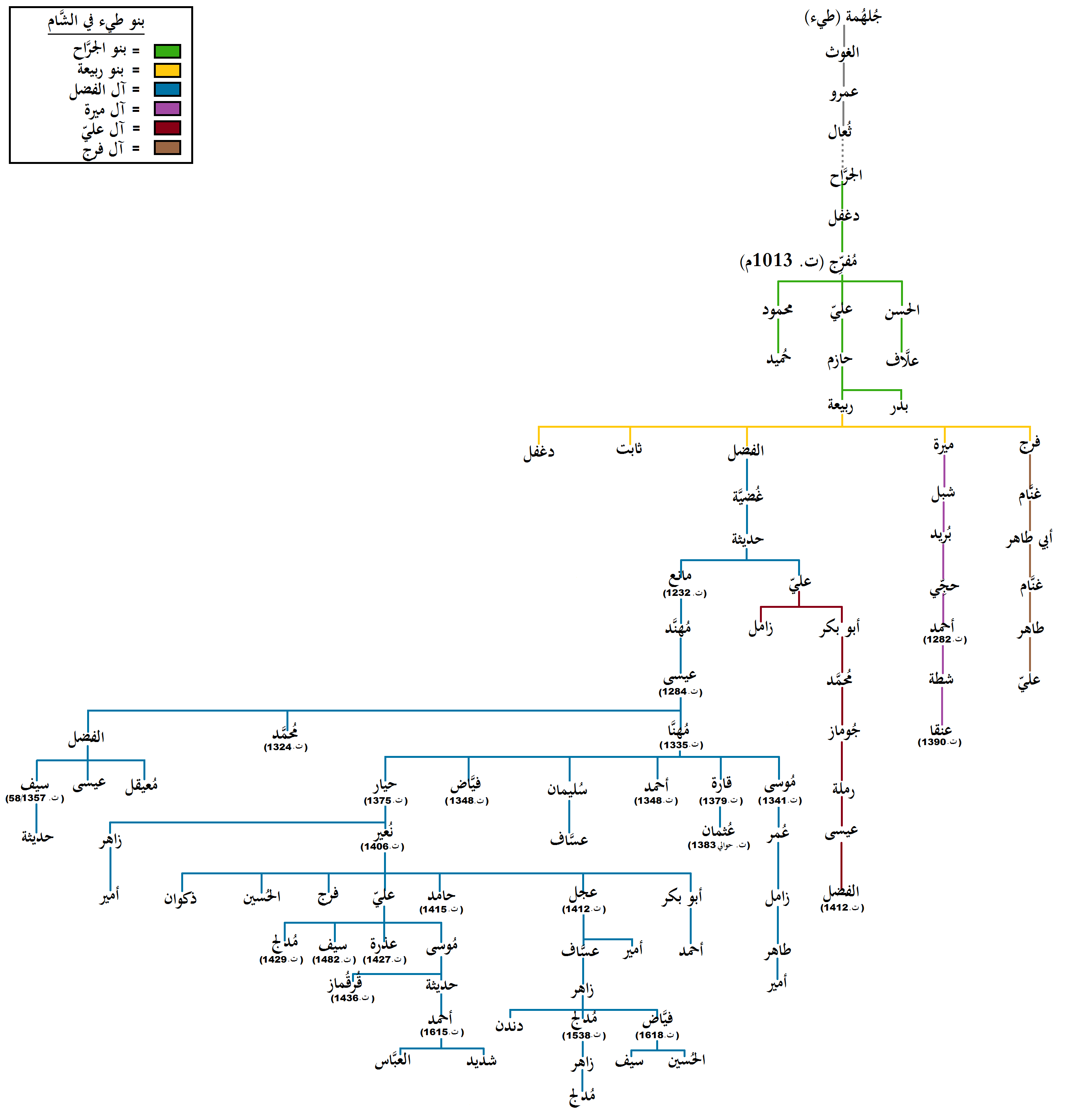
نسب قبيلة بني طيء في الشَام ويظهر فرع آل الفضل موضحا بالخط الأزرق

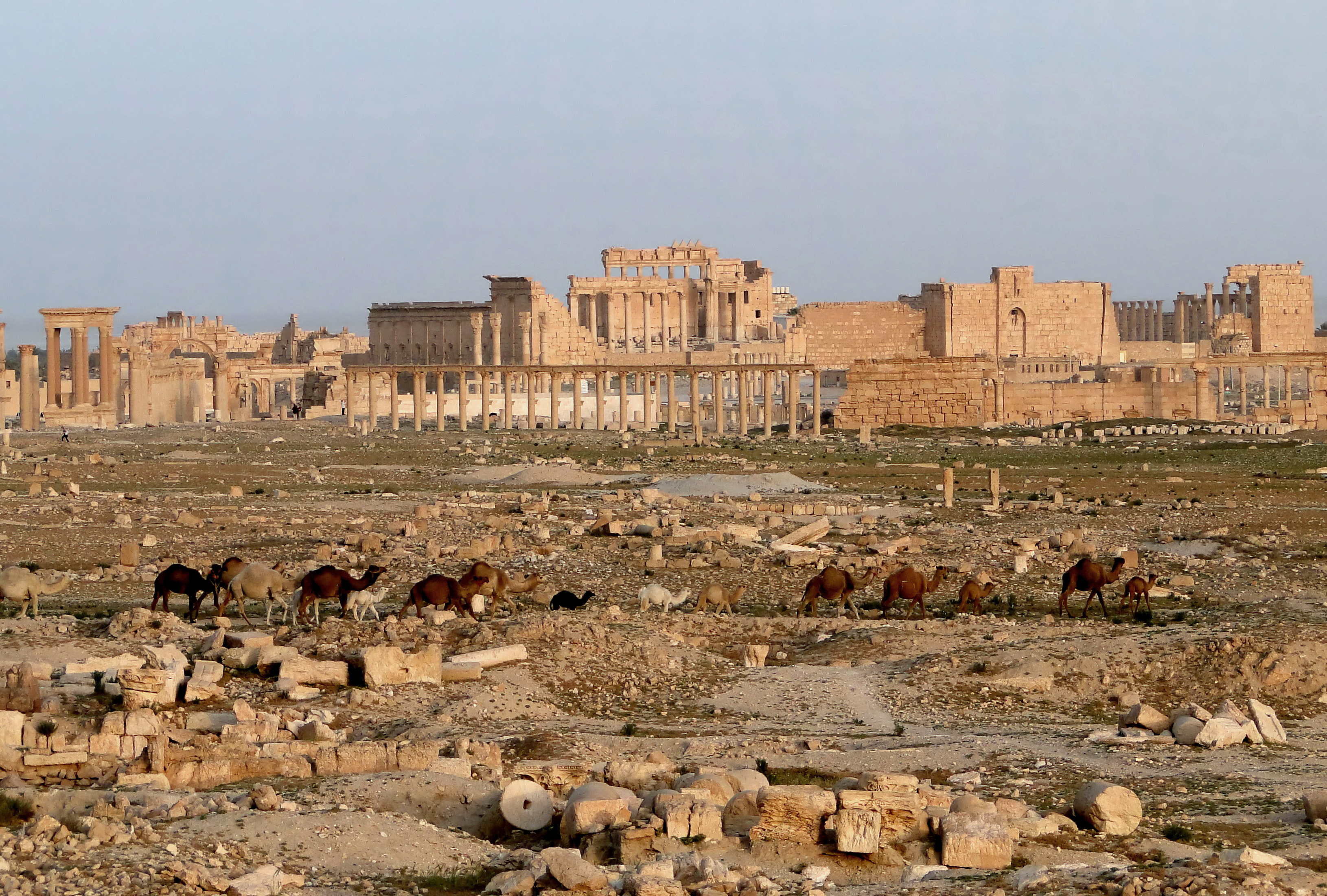
أصبحت تدمر إقطاعًا وراثيًا لآل الفضل في عام 1281 تحت حكم الأمير عيسى بن مهنا. وظلت تحت سيطرة القبيلة حتى القرن السابع عشر على أقل تقدير

بدءاً من الأمير عيسى بن مهنا، أصبح زعماء آل الفضل يتقلدون منصب أمير العرب وراثياً بأمر من السلاطين المملوكيين وأُعطيت لهم إقطاعات كبيرة في سلمية، تدمر، وغيرها من المناطق. لهذه الأسباب، أصبح الإقليم الذي تسكنه هذه القبيلة يمتد من حمص في الغرب إلى قلعة جعبر في الشرق، وبين نهر الفرات في الشمال، إلى وسط شبه الجزيرة العربية في الجنوب. كان أبناء عيسى وخلفاء مهنا والفضل موالين للمماليك، وفي بعض الأحيان، ينشقون وينضمون لأعداءهم المغول الإلخانيين، ولكن عموماً كانوا يفضلون السلطان الناصر ناصر الدين محمد بن قلاوون. خلال أواخر العهد المملوكي، دخلت القبيلة في صراعات داخلية.

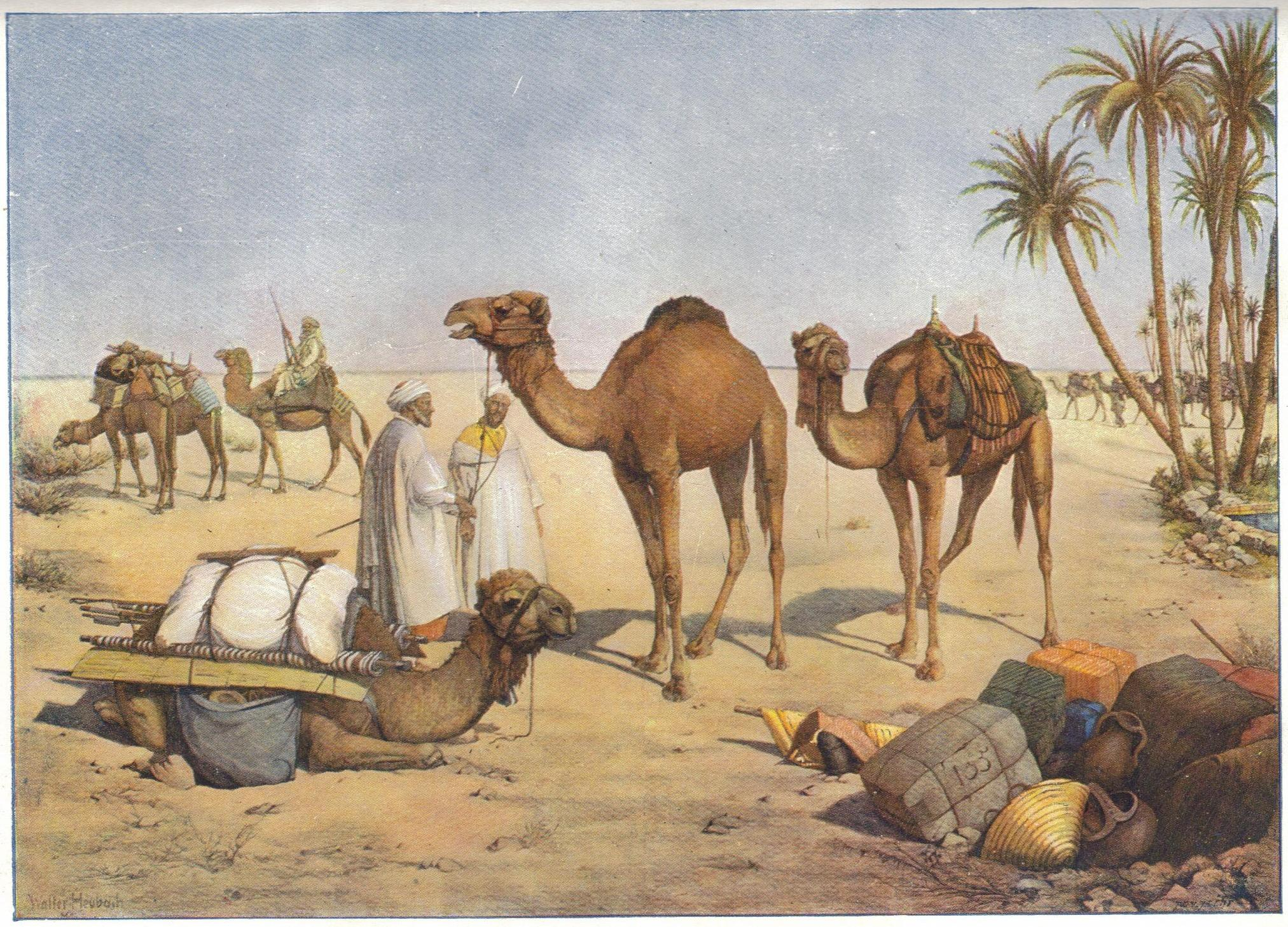
استمر زعماء آل فضل في شغل منصب أمير العرب خلال الحكم العثماني وكانوا ملزمين بتوفير أكثر من 1000 جمل للسلطان العثماني كل عام

سمح العثمانيون لزعماء آل الفضل بقيادة القبائل البدوية بشكل وراثي. قبل منتصف القرن 16، انضم زعماء آل الفضل إلى قبيلة الموالي وأصبحوا معروفين باسم آل أبو ريشة، في حين طُرد المعارضون لفكرة اندماج القبيلتين نحو وادي البقاع وأكملوا حياتهم باسم «آل الفضل». سيطر آل الموالي على شمال سوريا حتى وصول رجال من قبيلة عنزة في القرن 18. خلال الفترة نفسها، انقسم آل الفضل الذين يسكنون في البقاع إلى قبيلتين هما الحروك والفعور. وأصبحت تسكن هذه الأخيرة في مرتفعات الجولان حيث قاتلت المستوطنين الأكراد والتركمان من أجل السيطرة على المياه والمرعى، ثم أصبحت تقاتل الوافدين الدروز والشركس الجدد.

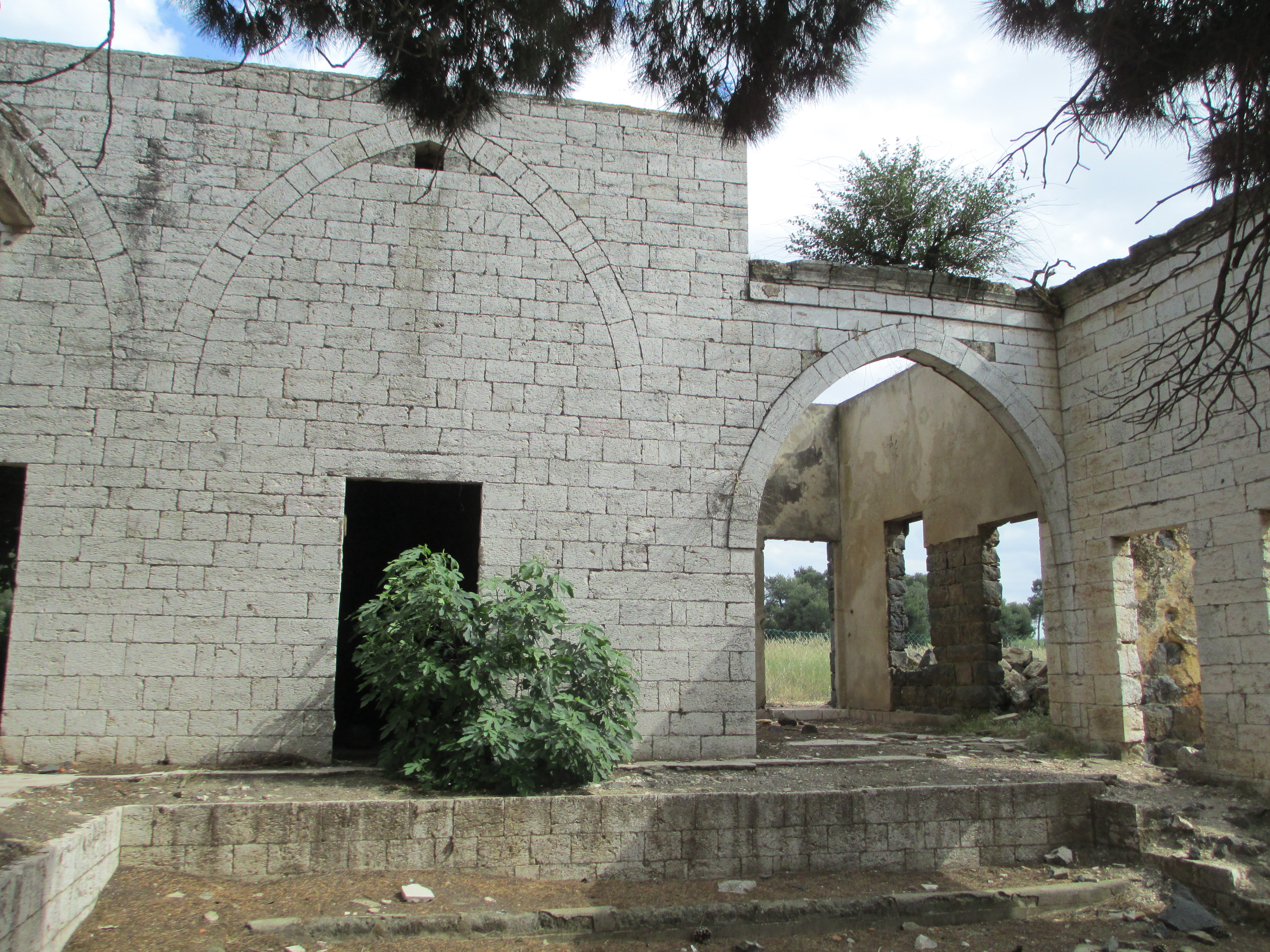
قصر الأمير محمود الفاعور من قبيلة الفضل في الجولان

في نهاية القرن 19، أصبح آل الفضل غير مستقرين في منطقة واحدة، وانفصل القبيلة عن زعوفها؛ استقرت القبيلة في مختلف قرى الجولان، واستمروا في مهنة الرعي الخاصة بهم، في حين استقر زعيمها في دمشق، وكلف رجال آل الفضل بأخد نصيبه من الأموال التي تربحها القبيلة، ثم إعطاءه إياها. نزح آل الفضل من منازلهم في وادي الحولة ووادي الجولان خلال الحربين العربيتين الإسرائيليتين في 1948 و1967، واستقر معظم المنتمين إليها في وحول دمشق. نتيجة للحروب والإصلاحات الزراعية السورية التي جردت الأمير من الكثير من أراضيه، تحولت علاقة هذا الأخير مع القبيلة من زعيم يحترمه الكل إلى زعيم رمزي وممثل سياسي لها. بحلول التسعينات، كان هناك ما يصل إلى 30 ألف شخص من قبيلة آل الفضل في سوريا (دون احتساب أولئك الذين كانوا ينتمون إلى الموالي)، إلى جانب عدد كبير من السكان في شرق لبنان.